# Svendborg
Svendborg er en dansk havne- og søfartsby på det sydlige Fyn. Med 27.616 indbyggere  (2025) er det Fyns næststørste by efter Odense. Svendborg er hovedby i Svendborg Kommune og hører til Region Syddanmark. Svendborg er en gammel købstad og har selv i moderne tid bevaret sin ældre bykerne med smalle gader, torve og gårdmiljøer. Byen blev grundlagt i 1200-tallet og fejrede i 2003 sin 750-års fødselsdag.
Svendborg ligger på en bakkeskråning ved farvandet Svendborgsund. Byen er forbundet med Tåsinge via Svendborgsundbroen og med Thurø via Thurødæmningen. Svendborg er desuden endestation for jernbanestrækningen, Svendborgbanen, der går til Odense over Ringe. Fra Svendborg Havn går der færger til Ærø, Drejø, Skarø og Hjortø.
Svendborg har altid været præget af søfart. Byens guldalder var i 1800-tallet, hvor beliggenheden ved Svendborgsund i relativ kort afstand til den vestlige Østersøs øvrige havnebyer betød en opblomstring i handel og skibsbyggeri. Også i nutiden er Svendborg driftig inden for søfart – med mange værfter, hjemmehørende skibe og rederier.
Svendborg er handels-, uddannelses- og kulturmæssigt centrum for Sydfyn. Byen har flere uddannelsesinstitutioner og et rigt by- og natteliv. I 2008 blev Svendborg optaget i det internationale samarbejde af cittaslow-byer, der blandt andet har fokus på bæredygtighed og brugen af lokale fødevarer.
Bylivet, naturen og adgangen til det Sydfynske Øhav har betydet, at turisme i dag er en vigtig del af byens erhvervsliv.

## Etymologi
Hvoraf navnet kommer, vides ikke, måske af "Svin". Af andre ældre former nævnes Swineborg, Suyneborgh og Swynborch; først i det 15. århundrede forekommer former som Sweneborgh, Suenneborgh og Suenborg. Formen Svendborg er ikke opstået tidligere end i det 17. århundrede. Man mener Swineburg betyder "borgen med svin", forstået som en lokalitet med særligt mange tamsvin inden for murene eller vildsvin uden for. Det er også muligt der hentydes til hvalen marsvinet.

## Historie

### Oprindelse
I 1100-tallet blev en borg anlagt ved sundet og et lille fiskerleje voksede efterhånden frem omkring den. I 1200-tallet var det vokset til en egentlig by.

### Middelalderen (1200 - 1536)
Der er for få eller ingen kildehenvisninger i dette afsnit, hvilket er et problem. Du kan hjælpe ved at angive troværdige kilder til de påstande, som fremføres.

Svendborg var allerede i middelalderen en vigtig søfarts-, handels- og håndværksby. Byen nød godt af sildefiskeriet i Øresund, der varede frem til midten af 1500-tallet.[kilde mangler]
I 1229 blev byen nævnt for første gang, da Valdemar Sejr i et brev til sin søn Valdemar den Unge godkendte, at sønnen måtte give Svendborg og det sydlige Fyn som gave til sin hustru Prinsesse Eleonora.
Efter Valdemar Sejrs død gik Svendborg og Rudkøbing i arv til sønnen Hertug Abel, den senere kong Abel af Danmark. Abel kom i strid med broderen Erik Plovpenning, der indtog og afbrændte byen i 1247.[kilde mangler]
I 1253 indtog Eriks søn Christoffer 1. byen og ødelagde borgen. Han afstod den dog igen til Abel af Danmarks søn, junker Abel, som døde her i 1279 og blev begravet i byens gråbrødrekloster.
Den 25. februar 1253 fik Svendborg sine købstadsrettigheder udstedt af Christoffer 1. Byen blev herefter en vigtig købstad med gode adgangsforhold til havet. Rettighederne blev bekræftet og udvidet i 1280, 1305, 1409, 1444, 1480, 1504, 1517 og 1562.[kilde mangler]
Det var dog ikke fred, der prægede Svendborg de følgende år. I 1289 blev byen belejret af Marsk Stig, og i 1293 hærgede den norske konge Erik Præstehader byen med plyndringer og nedbrænding af adskillige kvarterer. De to episoder skete som led i en række militærkampagner mod Danmark, der kom i kølvandet på mordet på Erik Klipping i 1286. Marsk Stig og flere andre adelsmænd blev dømt for mordet, hvorefter de gik i eksil hos den norske konge.[kilde mangler]
I 1302 holdt Erik Menved Danehof i Svendborg.[kilde mangler]
I efteråret 1316 blev byen invaderet og plyndret af Hertug Christoffer, den senere kong Christoffer 2. Han var Erik Menveds oprørske bror og var gået i ledtog med tyske tropper under angrebet.[kilde mangler]
Godt 30 år senere i 1348 hærgede pesten også kaldet Den sorte død. Det kostede en stor del af Svendborgs befolkning livet.[kilde mangler]
I 1389 blev Svendborg overfaldet af hansestædernes flåde i krigen mellem dronning Margrethe 1. og den svenske kong Albrecht af Mecklenburg.[kilde mangler]

#### Befæstning
I middelalderen var byen befæstet og omkranset af en voldgrav. Rester af volden og voldgraven kan ses i Skt. Nicolai Gade og Krøyers Have.
Ved byens sydvestgrænse lå Skattertårnet for enden af Skattergade. Tårnets opførelse tilskrives i overleveringen Valdemar Sejr. Ifølge en lokal beretning spillede Skattertårnet en rolle som forsvarstårn under Grevens Fejde. Tårnet blev formentlig revet ned under den svenske besættelse 1658-59.

#### Ørkild slot
Øst for bykernen lå Ørkild Slot, der blev bygget i 1200-tallet, formodentlig af Valdemar den Store. Borgen var oprindeligt opført i træ, men blev siden ombygget i munkesten.
Borgen var ejet af Odenses bispesæde indtil 1534, hvor den blev nedbrændt af borgere fra Svendborg. Under Grevens Fejde støttede byens borgere Christian 2., og de mente at borgen havde negativ indvirken på byens næringsliv gennem ulovlig handel og sejlads. Efter afbrændingen fortsatte oprørerne til Odense, hvor de plyndrede bispegården. Det endte med at oprørerne blev slået under Slaget ved Øksnebjerg af Johan Rantzaus hær i 1535. Svendborg blev efterfølgende plyndret af Rantzaus landsknægte.
I dag er Ørkild Voldsted et grønt område.

#### Gilder
I middelalderen havde Svendborg et Sankt Knudsgilde, der første gang nævnes 1337, et Sankt Johannes Baptistæ Gilde og et Sankt Anne Gilde, der stiftedes af købmændene i 1444. Dets skrå (vedtægt) blev stadfæstet af Christian 1. i 1477.

#### Kirker
I centrum af Svendborg ligger to middelalderkirker: Sankt Nicolai Kirke påbegyndtes ca. 1180 og Vor Frue Kirke ca. 1250.
Vest for byen ved Svendborgsund anlagdes et spedalskhedshopital, kaldet en Sankt Jørgensgård, med en kirke. Sankt Jørgens Kirke er i dag landets eneste bevarede spedalskhedskirke.

#### Gråbrødreklostret
Gråbrødreklosteret blev grundlagt af franciskanermunke i 1236. Byggegrunden i den østlige del af byen blev skænket af Astrad Frakke, der var høvedsmand (borgherre) i Svendborg og tidligere drost (øverste rådgiver) for Valdemar Sejr. I 1267 skænkede Odensebispen Regner det yderligere en grund i byen samt nogle bøger. I 1472 antog konventet som det andet kloster i landet den strengere tugt, observantsen.
Klosteret havde fire fløje. Klosterkirken dannede den sydlige del. Den var 126 fod lang og bestod af skib med et sideskib mod syd, et firkantet kor og et senere tilbygget kapel på korets nordside. Kapellet blev brugt af byens præster til bøn-, uge- og fasteprædikener samt til ligprædikener. Klosterets vestlige fløj husede latinskolen. Desuden hørte til klosteret en to-fløjet bygning, senere kaldet Klostergården, beliggende nord for klosteret. Efter bygningernes omfang at dømme, har det været et ret betydeligt kloster, men det er kun lidt, man ved om det.
Klostret blev nedlagt i årene efter reformationen i 1536. Det præcise året for klosterets nedlæggelse kendes ikke. Allerede i 1530 og 1532 havde Svendborg bymænd fået kongebrev om, at de måtte omdanne klosterkirken til sognekirkeklosteret og det øvrige kloster til et hospital, når munkene forlod det. Først 1541 fik de endeligt ejendomsbrev derpå. Den nordlige og østlige fløj blev købt af Fru Helvig Hardenberg og blev indrettet til hospital. Den vestlige fløj husede efter latinskolens nedlæggelse i 1740 den danske skole. Kapellet blev nedbrudt i 1828, dog stod der endnu 1860 ruiner af den. Den nordlige fløj stod som hospitalsbygning indtil 1870, den østlige synes derimod at være forsvundet tidligere. Den vestlige fløj og Klostergården blev revet ned i 1875.
Klostret var placeret der, hvor Svendborg Station ligger i dag. Der er ingen synlige dele af klostret i bevaret, men det kan genfindes i navnene Klosterplads og Klosterstræde. I 2020 blev dele af lægmandskirkegården, der lå i tilknytning til klosteret, udgravet i forbindelse med et anlægsarbejde. Der blev fundet 64 intakte grave, blandt andet dobbeltgrave, en grav med mor og spædbarn og tre individer begravet med rosenkranse.

### Renæssancen (1536 - 1660)
Efter Grevens Fejde begyndte byen langsomt at komme på fode igen. I 1500-tallet og første halvdel af 1600-tallet blev Svendborg den førende søfartsby på Fyn med ret til oplandshandel på det sydligste Fyn, Tåsinge og de mindre sydfynske øer. Der var især en øget handel med fedevarer.
I denne fremgangsrige periode blev byens ældste verdslige bygning Anne Hvides Gård opført i 1560 af adelsfruen Anne Hvide, der var blevet enke. Hun havde mistet sin mand Jesper Friis, godsejer på Rødkilde, fire år tidligere.
De gode tider fik en brat ende med Svenskekrigene. I 1658-59 besatte svenskerne byen og efterlod mange ødelagte skibe, huse og gårde.

### Enevælden (1660 - 1848)
Efter svenskernes hærgen udvandrede mange indbyggere fra Svendborg og i 1672 havde byen kun 1.000 indbyggere. Det blev dog langsomt bedre i 1700-tallet selvom købstaden ramtes af storbrande i 1749 og 1749. I 1769 var der 1714 indbyggere.
Efter en periode med stagnation begyndte byen atter at hævde sig som søfartsby i slutningen af 1700-tallet. Efter et længere fravær af krig etableredes der i starten af 1800-tallet et betydeligt skibsbyggeri og søfarten fik et mærkbart opsving - særligt handlen med korn.
Under Englandskrigene blev der efter tabet af flåden i 1808 ført såkaldt kanonbådskrig i de danske farvande. Krigen påvirkede også Svendborgsund. I foråret 1808 blev Avernakø plyndret og i juni tørnede to engelske krigsskibe og to danske kanonbåde sammen ud for Bjørnø. I 1808 blev franske og siden af spanske tropper indlogeret i Svendborg og andre steder på Sydfyn. De skulle sikre øen mod landgang fra englænderne og understøtte en kommende invasion af Sverige. Byens borgere anså de franske tropper for besværlige, mens spanierne var mere spændende og medgørlige. De spanske tropper var indlogeret på Farvergården ved Mølledammen, hvorfra de hver aften marcherede over Tullebrinke ad Møllergade til andagt på torvet. Invasionen blev dog aldrig til noget og hjælpetropperne forsvandt hurtigt igen.
I 1845 begyndte man at køre post fra Nyborg til Svendborg to gange om ugen.

### Den tidlige industrialisering (1848 - 1900)
I anden halvdel af 1800-tallet udviklede Svendborg Havn sig til en af landets mest driftige erhvervshavne med flere værfter og en stor hjemmehørende handelsflåde. Fra 1870 til 1910 blev der søsat ca. 370 skibe. Sammen med tilkøbte skibe betød det, at Svendborg Tolddistrikt (Svendborg, Tåsinge og Thurø) var landets næststørste søfartsområde.
I samme periode oprettedes den første metalindustri i Svendborg, og siden fremkom et stort antal virksomheder inden for levnedsmiddelindustrien. Der blev anlagt jernbaner og oprettet dampskibsforbindelser til de omkringliggende øer.
I 1853 hærgede en voldsom koleraepedemi byen.
I 1865 opførtes Svendborg Navigationsskole på Færgevej. Navigationsundervisningen i Svendborg var startet allerede i 1820, men eksamenerne blev aflagt på navigationsskolen i Tønning, som i 1850 flyttede til Flensborg. I 2001 fusionerede Svendborg Navigationsskole med flere andre maritime uddannelsesinstitutioner under navnet SIMAC.
I 1872 opstod fattiggården Viebæltegård, der i dag rummer Danmarks Forsorgsmuseum.
I 1876 byggede man en sydfynsk jernbanelinje til Odense. Svendborg-Nyborg Banen blev anlagt i 1897 og Svendborg-Faaborg Banen i 1916. De to sidstnævnte er siden nedlagt igen.
Et centralsygehus opførtes i 1891. Svendborg Sygehus er i dag en del af Odense Universitetshospital.
I Svendborg blev udgivet tre aviser ved århundredeskiftet: Svendborg Amtstidende, Svendborg Avis (Sydfyns Tidende) og Folkebladet for Svendborg Amt. Kun Svenborg Avis har overlevet til i dag, nu under navnet Fyns Amts Avis.
I byen holdes årligt 8 markeder: 1 i februar med heste, 2 i marts, 1 i maj og 1 i juli med heste og kvæg, 1 i oktober og 1 i november med heste, kvæg og får, og 1 i november med heste og kvæg. Torvedag var hver 2. og 4. onsdag i hver måned.

#### Havnen
Svendborg Havn blev løbende udvidet i takt med den voksende handel og transport.
Havnen var oprindeligt en naturhavn beskyttet af den omtrent fire tønder land store sandgrund, Koholmen, i dag Frederiksø. Grunden blev senere inddæmmet og opfyldt, hvorpå der blev anlagt to ankerpladser og en skibsbyggerplads.
I begyndelsen af 1800-tallet bestod den officielle havn kun af en enkelt skibsbro for enden af Brogade samt en række fortøjningspæle ved Koholmen og Rasmus Møllers Plads, i dag Hudes Plads. Herudover havde adskillige større købmænd og skibsbyggere anlagt private anløbsbroer. I 1854 blev havnen udvidet mod sydøst med en 58 m lang dampskibsbro af træ. Det betød at gods og passagerer ikke længere behøvede at sættes i land med småbåde. I 1868 blev et havneanlæg med 90 m bolværk anlagt i den nordlige del af havnen. Det officielle navn var Nyhavn, men i folkemunde kaldtes den Cikoriebroen. Det skyldtes den nyopførte cikoriefabrik, der i dag rummer byens katolske kirke.
Efter etableringer af jernbaneforbindelsen til Odense blev havnen udvidet på ny. I 1875-77 opførtes en ny kaj kaldet Jessen Mole og i 1891-93 fulgte nye udvidelser mod nord ved opfyldning og opførsel af bolværker. Det nye anlæg kaldtes Nordre Havn.
Havnen blev desuden uddybet, så den var 20 fod ved dampskibsbroen og 22 fod ved det østlige indløb mellem Frederiksø og Hudes Plads. Havnens størrelse regnet fra sydspidsen af broen og Frederiksø og fra øens nordvestlige hjørne til Hudes Plads var omtrent 216.000 kvadratalen. Fraset private bolværker og anlægsbroer var bolværkslængden omtrent 2.950 fod. Havnevæsenet bestyredes af havneudvalget under byrådets overtilsyn. Sådan er det fortsat den dag i dag.
En sidste udvidelse blev afsluttet i 1901. Den nye kaj fik navnet Østre Havn. Siden har havnens udsende ikke ændret sig af betydning, selvom aktiviteterne på havnen har ændret sig.

#### Industri
I 1850 grundlagdes Langes Jernstøberi, der med tiden blev en af byens største arbejdspladser. Fabrikken fremstillede blandt andet kakkelovne. Virksomheden lukkede i 1984, da det ikke længere var rentabelt at producere jernovne.
Af fabrikker og industrielle anlæg havde byen ved århundredeskiftet: 3 maskinfabrikker og jernstøberier, nemlig Svendborg (beliggende uden for byen, overgik til et aktieselskab i 1896, omtrent 70 arbejdere), Axelsens (aktieselskab, oprettet 1899, 60 arbejdere), og L. Lange & Co. (aktieselskab, oprettet 1898, med forretninger i Svendborg og Aarhus, beskæftiger omtrent 250 arbejdere), 2 bayersk- og hvidtøls-bryggerier, nemlig Svendborg Bryghus (aktieselskab, oprettet 1899) og Concordia, 2 brændevinsbrænderier, 1 dampbrænderi med gærfabrik, 1 klædefabrik (omtrent 100 arbejdere), 1 asfalt- og tagpapfabrik, 1 cementstøberi, 2 maskin-væverier, 3 damp-væverier, 1 hattefabrik (aktieselskab, oprettet 1898), 1 andelssvineslagteri (aktieselskab fra 1897), 1 fællesmejeri, 1 margarinefabrik (arbejdernes aktieselskab fra 1897), 1 vognfabrik, 1 cikoriefabrik, 1 eddikebryggeri, 1 stentrykkeri, 1 sten- og billedhuggeri, 2 wiener-møbelfabrikker, 1 oliemølle, 3 dampmøller, blandt andre Svendborg Dampmølle (aktieselskab, oprettet 1875) og Svendborg Øksenbjærg Dampmølle, 1 teglværk, flere tobaksfabrikker, mineralvandsfabrikker, savværker, farverier, garverier og skindberederier (til dels i forbindelse med limkogerier), bogtrykkerier, Arbejdernes Fællesbageri m.m.

#### Christiansminde og Weber-familien
Christiansminde var et populært udflugtsmål allerede i 1800-tallet. I 1820’erne blev de første traktørsteder anlagt og i 1852 blev en dansesalon taget i brug. I årtierne herefter åbnede et hotel med restaurant og dansesal samt et badehotel. Førstnævnte var et yndet udflugtsmål for byens borgere, mens badehotellet var for turister. I 1900-tallet blev badehotellet omdannet til først plejehjem siden lejligheder. Det gamle hotel er revet ned og erstattet af det nye Hotel Christiansminde.
I 1866 ankom forretningsmanden Theobald Weber til Svendborg, hvor han anlagde en frugtplantage i Gammel Hestehave. Med tiden voksede det til en betydelig virksomhed, der solgte æbler, most, vin, cider og marmelade. Familien Weber var bosat i Christiansminde, hvor der blev anlagt flere villaer, en park, en bådebro og diverse forretningsforetagener. Theobalds sønner var også driftige. Eksempelvis opførte sønnen Sophus Weber i 1886 Svendborg Cykelbane, der var landets første af sin slags.
Svendborg Sommerevy, Rottefælden, havde sin første forestilling i 1881 i Christiansminde. I 1883 flyttede revyen til Rottefældeskoven, hvor den har været afholdt hvert år siden. Det gør den til Danmarks ældste revy.

#### Befolkningsudvikling
Svendborgs befolkning var stigende i slutningen af 1800-tallet og i begyndelsen af 1900-tallet: 4.556 i 1850, 5.280 i 1855, 5.537 i 1860, 6.421 i 1870, 7.184 i 1880, 8.755 i 1890, 11.543 i 1901, 11.766 i 1906 og 12.667 i 1911.
Allerede i 1890 ernærede næsten halvdelen af byens indbyggere sig ved industri og håndværk. Befolkningens sammensætning efter næringsvej var i 1890: 790 levede af immateriel virksomhed, 4.068 af håndværk og industri, 1.886 af handel og omsætning, 592 af søfart, 37 af fiskeri, 233 af jordbrug, 843 af forskellig daglejervirksomhed, 254 af deres midler, 49 nød almisse, og 3 var i fængsel. Ifølge en opgørelse i 1906 var indbyggertallet 11.766, heraf ernærede 815 sig ved immateriel virksomhed, 456 ved landbrug, skovbrug og mejeridrift, 21 ved fiskeri, 5.822 ved håndværk og industri, 2.256 ved handel med mere, 1.385 ved samfærdsel, 502 var aftægtsfolk, 297 levede af offentlig understøttelse og 202 af anden eller uangiven virksomhed.

### Det 20. århundrede (1900 - 1945)
I det 20. århundrede udviklede Svendborg sig til en væsentlig industri- og uddannelsesby, men bevarede den traditionelt stærke forbindelse til havet. Især levnedsmiddel-, jern- og metalsektoren blev vigtige erhverv og byen havde flere maritime uddannelser.
Svendborg Værft blev grundlagt i 1907 på Frederiksøen. Værft udvidedes og var i mange år byens største arbejdsplads, indtil en økonomisk krise satte ind i 1990'erne. Værftet lukkede i 2001. Der fandtes lignende værfter ved bugten Thurø Bund.
Under besættelsen havde Sydfyn relativ ringe betydning som militært område og der var kun udstationeret en beskeden mængde tyske soldater. Tyskernes primære fokus var at sikre havnen og fødevareforsyningen, særligt efter de første nederlag på Østfronten. Alligevel etableredes en række modstandsgrupper og der blev gennemført ca. 30 sabotager mod besættelsesmagten og flere stikkerlikvideringer. Nazistiske terrorgrupper svarede igen med terrorbombning af blandt andet Svendborg Avis og mordet på to medlemmer af familien Halberg, kendt for Halbergs tobaksfabrik. Befrielsesdøgnet den 4.-5. maj 1945 forløb ublodigt.
Den økonomiske udvikling stagnerede under 1. verdenskrig, under depressionen i 30'erne og under 2. verdenskrig.
Den kraftige befolkningstilvækst fortsatte, dog i mindre tempo end i forrige århundrede: I 1916 havde byen 12.991 indbyggere, i 1921 14.210 indbyggere, i 1925 14.419 indbyggere, i 1930 14.392 indbyggere, i 1935 19.161 indbyggere og i 1940 19.978 indbyggere. I 1931 blev Sørup og Sct. Jørgens kommuner indlemmet i den daværende Svendborg Kommune.
Ved folketællingen i 1930 havde Svendborg 14.392 indbyggere, heraf ernærede 1.037 sig ved immateriel virksomhed, 5.705 ved håndværk og industri, 2.488 ved handel mm, 1.751 ved samfærdsel, 616 ved landbrug, skovbrug og fiskeri, 1.171 ved husgerning, 1.514 var ude af erhverv og 110 havde ikke oplyst indkomstkilde.
| Næringsveje             | Landbrug m.v. | Håndværk, industri | Handel og omsætning | Transport | Immateriel virksomhed | Hus- gerning | Ude af erhverv | Uangivet | I alt  |
| ----------------------- | ------------- | ------------------ | ------------------- | --------- | --------------------- | ------------ | -------------- | -------- | ------ |
| Svendborg købstad       | 616           | 5.705              | 2.488               | 1.751     | 1.037                 | 1.171        | 1.514          | 110      | 14.392 |
| Sankt Jørgensbjerg      | 53            | 574                | 189                 | 129       | 114                   | 143          | 212            | 22       | 1.436  |
| Pasop-Belvedere         | 62            | 807                | 141                 | 138       | 59                    | 78           | 162            | 18       | 1.460  |
| Tvedvej                 | 34            | 78                 | 10                  | 5         | 0                     | 13           | 22             | 0        | 162    |
| Svendborg med forstæder | 765           | 7.164              | 2.828               | 2.023     | 1.210                 | 1.405        | 1.910          | 150      | 17.450 |

### Efterkrigstiden (1945 - 1970)
Som i det øvrige Danmark blev velfærdssektoren i Svendborg kraftigt udbygget i efterkrigstiden. Blandt andet blev byens sygehus og gymnasium udvidet.
Svendborg fejrede i 1953 sin 700-års fødselsdag, og rutebilstationen indviedes.
Fra 1954 til årtusindskiftet var bystyret under socialdemokratisk ledelse.
I 1960'erne blev byen udvidet med nye boligkvarterer og de gamle erhvervsområder ved havnen blev suppleret med et industrikvarter mod nordvest.
I 1966 blev Svendborgsundbroen indviet, som hermed blev Danmarks første styltebro. Den er 1220 meter lang, og fra toppen er der vid udsigt over hele Svendborgsund-området. Broen udvidede Svendborgs opland med Tåsinge og Langeland, eftersom Langelandsbroen var blevet færdiggjort i 1962.
Efter 2. verdenskrig fortsatte Svendborg sin befolkningsudvikling. I 1945 boede der 21.356 indbyggere i købstaden, i 1950 23.069 indbyggere, i 1955 23.766 indbyggere, i 1960 23.892 indbyggere og i 1965 5.196 indbyggere. Samtidig udviklede forstaden Tvedvej sig, og et forstadsområde, Skovsbostrand i Egense Kommune, kom til.
| År                      | 1916   | 1921   | 1925   | 1930   | 1935   | 1940   | 1945   | 1950   | 1955   | 1960   | 1965   |
| ----------------------- | ------ | ------ | ------ | ------ | ------ | ------ | ------ | ------ | ------ | ------ | ------ |
| Svendborg købstad       | 12.991 | 14.210 | 14.419 | 14.392 | 19.161 | 19.978 | 21.356 | 23.069 | 23.766 | 23.892 | 23.729 |
| Sankt Jørgensbjerg      | 1.360  | 1.416  | 1.336  | 1.436  | -      | -      | -      | -      | -      | -      | -      |
| Pasop-Belvedere         | 1.362  | 1.617  | 2.045  | 1.460  | -      | -      | -      | -      | -      | -      | -      |
| Tvedvej                 | -      | -      | 293    | 162    | 171    | 161    | 156    | 147    | 188    | 232    | 642    |
| Skovsbostrand           | -      | -      | -      | -      | -      | -      | -      | -      | 104    | 116    | 134    |
| Svendborg med forstæder | 15.713 | 17.243 | 18.093 | 17.450 | 19.332 | 20.139 | 21.512 | 23.216 | 24.058 | 24.240 | 24.505 |

### Moderne tider (1970-)
I 1970’erne flyttede mange kreative og nytænkende unge til Sydfyn og Svendborg. Disse unge fik stor indflydelse på byens kultur- og byliv de næste par årtier. Der blev etableret en række kollektiver og flere venstreorienterede og/eller alternative kultur- og uddannelsesinstitutioner såsom Den Røde Højskole, Kloster Moster og BaggårdTeatret.
I 1990'erne ramtes Svendborg af en økonomisk krise. Adskillige af byens store arbejdspladser lukkede, og mange borgere blev arbejdsløse. Arbejdspladserne var bl.a. Svendborg Værft og Svendborg Boghvede- & Havremølle, hvor man producerede Kellogg's – Cornflakes. Det gav Svendborg en tvungen imageforandring fra værfts- og fabriksby til i højere grad at være handels-, skole- og turistby. Det er fortsat byens rolle i dag.
I 2001 blev SIMAC stiftet som en fusion mellem Kogtved Søfartsskole, A.P. Møller Maersk værkstedsskole, Svendborg Maskinmesterskole og Svendborg Navigationsskole. Frem til sommeren 2008 var der fortsat undervisning i Kogtved, men hele uddannelsen foregår nu på SIMACs tre adresser i Svendborg.
I 2003 fejrede Svendborg sin 750-års fødselsdag.
I 2007 trådte struktureformen i kraft. Svendborg Kommune blev dannet ved sammenlægning af gammel Svendborg Kommune, Egebjerg Kommune og Gudme Kommune. Fyns Amt blev erstattet af Region Syddanmark.
Siden årtusindskiftet har bystyret blandt andet haft fokus på udvikling af byens havn, herunder gentænkningen af Frederiksøen som et centrum for kultur og maritime erhverv.

## Demografi
Svendborg har 27.616 indbyggere  (2025). Som i det øvrige Danmark er andelen af ældre stigende, mens antallet af personer i den arbejdsdygtige alder er faldende.
I 2019 udgjorde ikke-vestlige indvandrere og efterkommere 5,7 pct. af befolkningen i Svendborg Kommune. Det er lidt lavere end landsgennemsnittet på 8,7 pct.
| 1672   | 1769   | 1787   | 1801   | 1834   | 1840   | 1845   | 1855   | 1860   | 1870   | 1880   |
| ------ | ------ | ------ | ------ | ------ | ------ | ------ | ------ | ------ | ------ | ------ |
| 1.009  | 1.815  | 2.025  | 1.942  | 3.358  | 3.577  | 3.858  | 5.280  | 5.537  | 6.421  | 7.184  |
| 1890   | 1901   | 1906   | 1911   | 1916   | 1921   | 1925   | 1930   | 1935   | 1940   | 1945   |
| 8.755  | 11.543 | 13.975 | 14.988 | 15.713 | 18.017 | 18.589 | 18.389 | 19.332 | 20.139 | 21.512 |
| 1950   | 1955   | 1960   | 1965   | 1970   | 1976   | 1981   | 1986   | 1989   | 1990   | 1992   |
| 23.216 | 24.058 | 24.240 | 24.505 | 24.203 | 23.294 | 23.847 | 25.243 | 26.072 | 26.248 | 26.525 |
| 1994   | 1996   | 1997   | 1998   | 1999   | 2000   | 2001   | 2002   | 2003   | 2004   | 2005   |
| 27.093 | 27.372 | 27.403 | 27.604 | 27.626 | 27.499 | 27.478 | 27.634 | 27.512 | 27.573 | 28.663 |
| 2006   | 2007   | 2008   | 2009   | 2010   | 2011   | 2012   | 2013   |        |        |        |
| 29.001 | 31.255 | 31.291 | 31.805 | 32.785 | 33.122 | 34.447 | 35.788 |        |        |        |

## Geografi
Svendborg ligger på det sydlige Fyn. Byen er vokset op omkring en beskyttet naturhavn ved et af de smalleste steder i Svendborgsund. Bymidten ligger på en cirka 20 meter høj morænebakke. Banegården og havnearealerne er opført på delvist opfyldt terræn.
Svendborg ligger ca. 50 km syd fra Odense, ca. 30 km fra øst for Faaborg, ca. 20 km nord for Rudkøbing og ca. 35 km. sydvest for Nyborg.
Svendborg er forbundet med Tåsinge via Svendborgsundbroen og med Thurø via Thurødæmningen.
I centrum af Svendborg findes Torvet og Centrumpladsen, der udgør byens største pladser. De to pladser er forbundet af Ramsherred, hvor man finder Svendborg Rådhus. Fra Centrumplads udgår gågaden Gerritsgade, der fortsætter i gågaden Møllergade. Herfra er der flere sidegader og passager til Klosterplads, hvor Svendborg Station ligger. Videre herfra kommer man til Svendborg Havn, hvorfra Dronningemaen udgør en indre ringgade.
I kommuneplanen er Svendborg opdelt i fire bydele: Svendborg Bymidte, der svarer til den gamle middelalderby, havnen og nyere bykvarterer mod nord og vest, Svendborg Vest inkl. Kogtved og Strandhuse, Svendborg Øst inkl. Christiansminde samt Svendborg Nord inkl. Tved. Hertil kommer satellitbyerne Thurø By, Vindeby, Troense og Rantzausminde, lokalbyerne Vester Skerninge, Ollerup, Kirkeby, Stenstrup, Gudbjerg, Gudme, Hesselager, Oure, Skårup, Landet og Lundby samt en række landsbyer, herunder Ballen, Bregninge, Åbyskov, Hundstrup, Ulbølle og Lundeborg.

### Natur
Det Sydfynske Øhav er et Natura 2000-område. Natura 2000-område nr. 127, dækker de centrale dele af øhavet fra Thurø i nord til Sydlangeland, Ærø og Marstal Bugt i syd. I alt ca. 450 km2.
Inden for området er der fem beboede småøer og ca. 30 større og mindre holme. På kysten er der store strandenge og mange nor (lagunesøer). Området har et rigt plante- og dyreliv, herunder en stor fuglebestand. Øhavet er et vigtigt levested for rørdrum, rørhøg, klyde, almindelig ryle, splitterne, havterne og dværgterne og et vigtigt raste- og overvintringsområde for sangsvane, knopsvane, edderfugl og blishøne.

## Politik
Svendborg er den største by i Svendborg Kommune og hører til Region Syddanmark. Svendborg byråd tæller 29 medlemmer. Det nuværende rådhus på Ramsherred er mindst det fjerde rådhus i byen. Det er opført i 1939 i funktionalistisk stil.

### Borgmestre
Bo Hansen, Socialdemokratiet, er borgmester i Svendborg Kommune. Han blev valgt i 2018, og genvalgt i 2021.
Svendborgs første folkevalgte borgmester var Johannes Laccopian, Det Konservative Folkeparti, der blev valgt 1921. Carl Tønnesen, Socialdemokratiet, blev valgt i 1933 selv om partiet ikke havde flertallet. Han fik posten, fordi Venstre og Konservative var uenige om en kandidat. Ferdinand Jensen, Socialdemokratiet, sad fra 1938 til 1950 og igen fra 1954 til 1957. Einar Halberg, søn af tobaksfabrikant Harald Halberg, Konservative, blev valgt i 1950 og sad frem til 1954. Svend Åge Andersen, Socialdemokratiet, blev borgmester i 1957 og sad til 1978. Viggo Schultz, Socialdemokratiet, sad fra 1978 til 1984. Holger Rasmussen, Socialdemokratiet, var borgmester fra 1984 til 1998. Jørgen Henningsen sad fra 1998 til 2006. Lars Erik Hornemann, Venstre, blev den første borgmester efter Kommunalreformen i 2007. Han sad frem til 2009 og igen fra 2014 til 2017. Curt Sørensen, Socialdemokratiet, sad fra 2010 til 2013. 

### Byvåben
Svendborgs byvåben viser tre røde tårne over fem hvide bølger på en blå baggrund. Over tårnene er der en gul nymåne og en gul sekstakket stjerne. Byvåbnet kan dateres tilbage til 1300-tallet.

## Infrastruktur og transport

### Hospital og ambulancetjeneste
Svendborg Sygehus er en del af Odense Universitetshospital. Sygehuset har bl.a. anæstesi, intensiv afdeling, medicinsk afdeling, neurologi, patologi, radiologi, øre-næse-hals-kirurgi og ortopædkirurgi.
I Svendborg kører ambulanceselskabet Ambulance Syd, der er ejet af Region Syddanmark.

### Politi og domstole
Politiopgaverne i Svendborg varetages af Fyns Politi. Svendborg Politistation ligger på Tvedvej i den tidligere Amtmandsbolig fra 1870.
Retten i Svendborg ligger på Christiansvej i den nordlige del af byen. Retten dækker følgende kommuner: Ærø, Langeland, Svendborg, Faaborg-Midtfyn og Nyborg.

### Transport

#### Kollektiv transport
På Svendborgbanen er der fra Svendborg Station og Svendborg Vest Station jernbaneforbindelse til Odense over Ringe.
Der er rutebilforbindelser til Odense over Ørbæk, Ringe, Nykøbing Falster over Rudkøbing og Spodsbjerg-Tårs, Faaborg og Nyborg.
Svendborg har bybusser, der dækker østre bydel, nordre bydel, vestre bydel, Egense, Rantzausminde, Thurø By, Grasten, Tved og Troense.

#### Havne
Svendborg Havn er ejet af Svendborg Kommune. Havneområdet har 2.000 meter kaj og vanddybder op til 6,5 meter. Havnen anvendes både til erhverv, lystsejlere, færger og kulturtilbud.
Fra havnen er der følgende færgeforbindelser:
- Ærøskøbing med færgerne M/F Ærøskøbing og M/F Marstal
- Skarø og Drejø med færgen M/F Højestene
- Hjortø med færgen Hjortøboen.

I sommerhalvåret er der desuden turistsejlads med M/S Helge til Vindebyøre, Christiansminde, Troense, Grasten på Thurø og Valdemars Slot.
I centrum findes Svendborg Lystbådhavn, der har ca. 270 faste pladser. Der er desuden lystbådehavne i Rantzausminde, Gambøt på Thurø, Vindeby og Troense.

#### Veje
Svendborgmotorvejen (Primærrute 9) er en motorvej, der går fra Odense til Svendborg, motorvejen åbnede i den 25. juni 2009. Som landevej fortsætter Primærrute 9 igennem Svendborg over Svendborgsundbroen og videre over Tåsinge og Langeland og efter færgeruten Spodsbjerg-Tårs helt til Nykøbing Falster.
Ring Nord, der er en del af Sekundærrute 163, er en ringvej nord om byen, der aflaster centrum for tung trafik.

#### Flytrafik
Fra Sydfyns Flyveplads på Tåsinge er der taxaflyforbindelse til blandt andet Ærø og København. Det tager knap en time til Hans Christian Andersen Airport nord for Odense. Der er to timer i bil til Københavns Lufthavn, der er den største i Skandinavien.

### Forsyning og bortskaffelse
95 procent af borgerne i Svendborg Kommune forsynes med drikkevand fra et alment vandværk. Vand & Affald, der er ejet af Svendborg Kommune, driver seks vandværker, som står for 2/3 af vandforsyningen i Svendborg.
Vand & Affald står for håndtering af spildevand i hele Svendborg Kommune, herunder kloaksystemet og seks rensningsanlæg.
Vand & Affald står for håndtering af husholdningsaffald og storskrald samt drift af miljøstationer og genbrugspladserne i Svendborg og Hesselager
Svendborg Fjernvarme leverer fjernvarme til forbrugere i byens centrum. Halvdelen af varmen kommer fra Svendborgs kraftvarmeværk, mens resten kommer fra biobrændsel, naturgas eller elproduktion. Affaldsforbrændingen lukkede i 2023.

## Erhverv
Svendborgs erhvervsmæssige styrkepositioner ligger fortrinsvis indenfor det maritime, fødevarer, miljø/energi og turisme.
Svendborg har en lang tradition for søfart, skibsbygning, skibsindustri og forskellige industrier, der leverede hertil. Den dag i dag er byen præget af et levende, maritimt miljø med lods, skibsmæglere, maskinværksteder og værfter, herunder Petersen & Sørensen Motorværksted og J. Ring-Andersen Skibsværft, der specialiserer sig i træskibe. Af firmaer der leverer produkter til marine- og off-shore-branchen kan nævnes SH Group og CC Jensen.
Danmarks største virksomhed har sin oprindelse i Svendborg, idet kaptajn Peter Mærsk Møller og sønnen Arnold Peter Møller i 1904 købte et brugt dampskib og efterfølgende dannede A/S Dampskibsselskabet Svendborg. I 2003 blev det fusioneret med Dampskibsselskabet af 1912 A/S og fik navnet A.P. Møller-Mærsk A/S. I dag driver koncernen et trænings- og undervisningscenter i Svendborg.
Mac Baren Tobacco Companys historie starter i 1887, hvor skippersønnen Harald Halberg overtog Svend Bønnelyckes tobaksfabrik, som siden blev omdøbt Harald Halberg Cigar & Tobaksfabrik.  Mac Baren producerer blandt andet pibetobak, rulletobak samt snus og har fortsat fabrik og hovedkvarter i Svendborg. Firmaet bag Mac Baren, Halberg A/S, ejer desuden en kapitalfond og tre hoteller, herunder Hotel Svendborg.
Svendborg Brakes blev grundlagt i 1884 under navnet Svendborg Maskinfabrik, og fremstiller bremsesystemer til flere forskellige industrier. I 1990 skiftede firmaet navn til Svendborg Brakes. Den ligger i dag i Vejstrup lidt nord for Svendborg og beskæftigede i 2009 omkring 160 personer.
Kikseproducenten Oxford Biscuits ligger i Svendborg.

### Detailhandel
Handelen i Svendborg er centreret omkring gågaderne Gerritsgade og Møllergade og sidegaderne hertil, der både byder på kædebutikker, specialforretninger, kunsthåndværk og gallerier.
I 1996 blev Svendborg Bycenter opført, og storcentret har i dag 14 butikker.
Hver lørdag er der marked på Torvet. Her kan købes ost, fisk, grønt, blomster, kød mv.

### Restauranter og caféer
I centrum af byen findes en lang række cafér, barer og spisesteder. Eftersigende har Svendborg det største antal værtshuse pr. indbygger i Danmark.

### Medier
Der udgives to regionale aviser i Svendborg. Fyns Amts Avis, der er en del af Fynske Medier, dækker Sydøstfyn i kommunerne Svendborg, Langeland, Ærø og Faaborg-Midtfyn Kommune. Avisen har sit hovedkvarter i Svendborg. Derudover udkommer UgeAvisen Svendborg, der udgives af Jysk Fynske Medier.
Lokalradioen Radio Diablo, der dækker Sydfyn, har adresse i Svendborg. Desuden findes Svendborg Lokalradio, der sender om søndagen til lyttere i Svendborg Kommune.

### Turisme
Som port til det Sydfynske Øhav har byen formået at blive en populær turistby, især for lystsejlere.
Byen har flere hoteller, heriblandt Missionshotellet Stella Maris, der har 36 værelser, Hotel Svendborg (135 værelser) der er en del af hotelkæden Best Western, Hotel Ærø (56 værelser) på havnen, hvis historie går tilbage til 1860, og et vandrerhjem med 220 senge i 84 værelser, der er indrettet i det tidligere Langes Jernstøberi.
Der er flere campingpladser omkring byen, herunder Rantzausminde Camping, Skårupøre Camping, Svendborg Sund Camping og Carlsberg Camping på Tåsinge samt Thurø Strand Camping og Møllegaardens Strand Camping på Thurø.

## Uddannelse
Svendborg har flere forskellige ungdoms- og videregående uddannelser.

### Videregående uddannelser
- Professionshøjskolen University College Lillebælt (UCL) har en afdeling (campus) i Svendborg, som udbyder de to Professionsbacheloruddannelser:
  - Sygeplejerske
  - Pædagog.[76]
- SIMAC (Svendborg International Maritime Academy) er Danmarks største maritime uddannelsesinstitution. Den udbyder tre uddannelser på professionsbachelorniveau:
  - Maskinmester
  - Skibsofficer
  - Skibsfører.[77]

### Ungdomsuddannelser
- Svendborg Gymnasium er et af landets største gymnasier med 1.150 elever i 2012 og 140 medarbejdere
- Svendborg Erhvervsskole, der også omfatter Svendborg Tekniske Gymnasium
- Social- og Sundhedsskolen Fyn
- HF & VUC Fyn
- FGU Syd- og Midtfyn.

### Folkeskoler, privatskoler og efterskole
I Svendborg by er der fra skoleåret 2011/2012:
- Fem folkeskoler
- To private skoler: Ida Holst Skole og Haahrs Skole[78][79]
- Svendborg Efterskole.

### Anden uddannelse
I Svendborg findes et bredt udvalg af undervisningstilbud til voksne, herunder flere kor, husflidsforeninger, aftenskoler, kunstforeninger samt lokale afdelinger af oplysningsforbundene AOF, LOF og FOF. Svendborg Folkeuniversitet har hjemme i AOF's bygninger på Vestergade og tilbyder foredrag inden for områder som klima, sundhedsvidenskab, historie, kulturhistorie, astrofysik og litteratur.
Den kommunale musikskole, Svendborg Musikskole, tilbyder rytmik og musikundervisning til kommunens børn og unge.
Svendborg Ungdomsskole er en ungdomsskole, der tilbyder gratis undervisning og fritidsaktiviteter til unge mellem 13 og 18 år, fx engelsk, musik, kunst og design, ridning og e-sport.
Udlændinge i kommunen kan få tilbud om danskundervisning hos sprogcentret Lærdansk på Viebæltet.
De nærmeste højskoler er Gymnastikhøjskolen i Ollerup og Oure Højskole, der fokuserer på sport og kunstneriske fag.

## Kultur
Svendborg er kulturmæssigt centrum for Sydfyn og har mange spillesteder, museer, teatre og sportsklubber. Byen er medlem af cittaslow-netværket, der blandt andet har fokus på kulinarisk kvalitet, bæredygtighed og brug af lokale produkter.

### Kulturhuse
Borgerforeningen Svendborg Teater blev stiftet i 1851. Den gamle Borgerforening blev bygget i 1884 og Svendborg Teater anlagt i 1897. I 2010 blev borgerforeningen udvidet og i 2019 overtog borgerforeningen driften af Svendborg Teater. I dag er de to institutioner forenet i et moderne kulturhus, der tilbyder foredrag, teater, dans, stand-up samt klassisk og rytmisk musik. 
Svendborg Forsamlingshus er et forsamlingshus i centrum af byen, der kan lejes til både private fester og offentlige arrangementer. Husets brugerforening arrangementer desuden reparations-café, børneloppemarked, fællessang, samtalesalon mm.
Kultutten er et borgerstyret kulturhus, der har hjemme i den gamle værftskantine på Frederiksø. De frivillige arrangerer blandt andet yoga, kreativt værksted og gratis genbrugsbutik.
Svendborg Bibliotek på Viebæltet er hovedbibliotek i Svendborg Kommune. Biblioteket tilbyder en række kulturarrangementer, fx oplæsning, læseklub, børneteater, brætspilscafé og foredrag.
Svendborg har en rute i Danske Digterruter for Johannes Jørgensen.

### Svendborg Havn
Den gamle værftsø Frederiksøen rummer i dag en blanding af kultur og maritime erhverv. På øens nordside ligger en række værfter og værksteder, mens de tidligere værftsbygninger på øens sydside huser en række kulturelle tilbud, herunder Danmarks Museum for Lystsejlads, spillestedet og havnebaren Kammerateriet, kulturhuset Kultutten, et galleri samt flere årlige street food markeder.
Maritimt Center Danmark er en forening, der hvert år arrangerer sejlture med gamle sejlskibe i det sydfynske øhav. Centret ligger i et bevaringsværdigt havnepakhus fra 1872 på Svendborg Havn.

### Museer
Naturama er et naturhistorisk museum, der udstiller en stor samling af udstoppede dyr til vands, til lands og fra luften samt naturhistoriske særudstillinger. Museet blev grundlag i 1935 og var frem til 2005 kendt som Zoologisk Museum.
Danmarks Forsorgsmuseum er et socialhistorisk museum indrettet i den gamle fattiggård og arbejdsanstalt i centrum af byen. Det er en del af Svendborg Museum.
Svendborg Museum er et kulturhistorisk museum, som arbejder med sydfynsk lokalhistorie, søfart, forsorgshistorie og arkæologi. Museet blev etableret i 1908 og driver foruden forsorgsmuseet også Anne Hvides Gård, der er den ældste sekulære bygning i byen, Egeskov Mølle i Kværndrup, Sehesteds Oldsagssamling på Broholm, to arkiver og syv maritime fartøjer.
Danmarks Museum for Lystsejlads fortæller den maritime kulturhistorie i Danmark, og blev grundlagt i 1996 på Valdemars Slot. I 2016 flyttede det til Frederiksøen på Svendborg Havn. Det er nordens største af sin art, og rummer udstillingsbåde, fortællinger, effekter, modeller og meget andet fra de sidste 150 år.
Johannes Jørgensens Mindestuer er indrettet i forfatteren og digteren Johannes Jørgensens barndomshjem og æresbolig i Fruerstræde. Han var født i Svendborg, men rejste som 16-årig til København. I 1896 overgik Johannes Jørgensen til katolicismen, og i 1907 udkom hans berømte biografi over helgenen Frans af Assisi. I 1915 flyttede han til Assisi i Italien. Her boede han frem til 1952, hvor han flyttede tilbage til fødebyen. I mindestuerne udstilles Johannes Jørgensens bogsamling, møbler og personlige effekter.
Svendborg Amts Kunstforening (SAK) hold til i SAK Kunstbygning i Vestergade. Museet har skiftende udstillinger og en permanent udstilling med billedhuggeren Kai Nielsen, der var født i Svendborg i 1882. I 1901 flyttede han til København og blev tilknyttet Kunstakademiet. Kai Nielsen er kendt for sine naturalistiske og sanselige værker, der blandt andet kan ses rundt omkring i Svendborg og på Glyptoteket, Enghaveparken og Blågårds Plads i København.
I Christiansminde ligger Den gamle Smedie fra 1840'erne. Det er et arbejdende værksted, hvor der blandt andet fremstilles beslag til fredede bygninger. Det er tanken, at man gennem dette arbejde kan bevare smedehåndværket, ved at pensionerede smede lærer håndværket videre til yngre generationer.

### Kulturbegivenheder
Svendprisen uddeles i Svendborg hvert år i slutningen af august. Svendprisen er en publikumspris for årets mest populære film og de bedste filmskuespillerpræstationer.
CREATE Festival er en international festival for animation, spil og tegneserier, der afholdes hvert andet år.
Svendborg Dage med Brecht – Festival for Kunst og Politik fejres hvert andet år. Festivalen er opkaldt efter den tyske dramatiker og digter, Bertolt Brecht, der boede med sin hustru og deres børn i Rantzausminde som politisk flygtning fra naziregimet i 1933-39. Deres hus er i dag et kunstnerisk refugium.
Kulinarisk Sydfyn er en forening, der arbejder for at synliggøre og markedsføre sydfynske råvarer, producenter og spisesteder. Foreningen afholder blandt andet nordens største fødevaremarked, julemarked, strandsafari, svampeture og Suppens Dag.
Dansk Bridgefestival har været afholdt i Svendborg siden 2014. Festivalen omfatter drop-in turneringer, DM-finaler, kurser og introduktion til bridge.
Der afholdes en række årlige musikfestivaler, herunder Hansted Live, Høje Bøge Open Air og Dansktop Festival.
Hvert år i maj måned afholdes Store Marthadag, der fejre den danske folkekomedie Martha, der udkom i 1967. Arrangementet afholdes i et samarbejde mellem byens biograf, der viser filmen i deres største sal og en restaurant på gågaden har indrettet en del af sit serveringsområde som messen ombord på skibet. Der er i alt 260 pladser hvert år, da dette er biografens kapacitet, og billetterne bliver solgt inden for meget kort tid.

### Musik, teater og film
Svendborg er kendt for sit levende musikmiljø og mange live-koncerter. Efter sigende afholdes der mere end 700 koncerter om året i byen. Af spillesteder kan nævnes Harders, der ligger i den gamle Ribers Gård, og Kammerateriet på Frederiksø.
I Svendborg ligger BaggårdTeatret og Borgerforeningen Svendborg Teater, som i løbet af året opfører forestillinger fra forskellige teaterturnéer.
Fra juni til august afholdes sommerrevyen Rottefælden i BaggårdTeatret. Det er Danmarks ældste fungerende revy, og et af Svendborgs kulturelle kendetegn.
Biografen Scala ligger ud til Centrumpladsen, og den har fire sale, hvoraf den største har plads til 260 gæster.
Peder Most Garden er Svendborgs bygarde. Garden, der marcherer gennem byens gamle gader hver lørdag i sommerhalvåret, blev stiftet i 1953 i forbindelse med købstadens 700-års jubilæum. Den er opkaldt efter den fiktive Svendborg-dreng Peder Most, der var hovedperson i fem drengeromaner skrevet i starten af det 20. århundrede af forfatteren Walter Christmas. Han havde en vis tilknytning til byen, idet han havde været gift med en datter af grosserer Theobald Weber fra Christiansminde.

### Sport

#### Faciliteter
Høje Bøge Stadion er et atletik- og fodboldstadion, der er hjemmebane for SfB-Oure FA. Det anvendes desuden til atletikstævner og til den årlige festival Høje Bøge Open Air. Stadionet er, som navnet antyder, omgivet af høje bøgetræer.
SG-Huset er et idrætskompleks med flere haller, træningsfaciliteter, dansestudie, café mm. Den største hal, Arena Svendborg, er hjemmebane for Svendborg Rabbits og GOG. 
Ved SG-huset ligger desuden SfB's træningsfaciliteter, en tennishal og 10 tennisbaner. Der ligger desuden en mindre idrætshal i centrum af byen kaldet Midtbyhallen.
Byen har to svømmehaller: Svømmehallen på Centrumpladsen og Svendborg Svømmeland.
Nord for byen tæt på Hvidkilde gods har Svendborg Golf Klub en 18-hullers bane.
Motorcykel Clubben Svendborg har et motocross-anlæg med både en stor bane og en microbane.

#### Klubber
Svendborg har en lang række sports- og idrætsforeninger, herunder Tved Boldklub, Svendborg Gymnastikforening (SG), Bokseklubben Rollo, Dykkerklubben Delfinen, Svendborg Cykle Club, Svendborg Kajakklub, Svendborg Roklub og Svendborg Tennisklub.
Den succesfulde håndboldklub GOG har base i de tre små byer Gudme, Oure og Gudbjerg øst for Svendborg, og spiller sine hjemmekampe i Arena Svendborg. Klubbens herrehold har været danske mestre ni gange. Senest i 2023. 
Svendborg forenede Boldklubber (SfB) er en fodboldklub, der både omfatter junior- og seniorfodbold. Klubben blev stiftet i 1901 under navnet Union. I 1915 skiftede klubben navn til Svendborg Boldklub. I 1962 blev SfB dannet ved sammenlægning af Svendborg Boldklub og Kammeraternes Boldklub. Siden 1963 har klubben primært spillet divisionsfodbold, dog med enkelte afstikkere til de lavere rækker. Siden 2018 har klubben indgået i et samarbejde med Oure Fodbold Akademi om fælles herre senior, U19 og U17 hold under navnet SfB-Oure FA. Fra sæsonen 2021-2022 spiller seniorholdet i Danmarksserien.
Svendborg Rabbits er et professionelt herre- basketball-hold, der spiller i Basketligaen. Moderklubben, Svendborg Basketball Club blev dannet i 1958, og er derfor en af landets ældste klubber. Rabbits har vundet ét Danmarksmesterskab (2009/10) og tre pokaltitler.
Svendborg Håndboldklub her vundet det danske mesterskab for herrer to gange i 1961 og 1979.

#### Begivenheder
Svendborg lægger havn til en række sejlstævner og kapsejladser, herunder SilverRudder, Svendborg Classic Regatta og Fyn Rundt for Bevaringsværdige Skibe.
BISSEN MTB er et årligt mountainbike marathonløb med start og mål på Frederiksøen.
Svendborg var vært for Landsstævnet i 1994 og 2022.

### Skove, strand og grønne områder
Svendborg rummer flere skove, strande og naturområder.
I den vestlige del af byen ligger Sofielundskoven, Høje Bøgeskoven, Christinedal og Lille Eng. I nord findes Margrethelundskoven og Galgebakken, hvor byens sidste henrettelse fandt sted i 1853.
I nordøst ligger det sammenhængende område Ørkild Voldsted, Rottefældeskoven og Musefældeskoven. Ørkild Voldsted er et stort voldsted efter en Ørkild Slot, der blev bygget i 1100-1200-tallet, formodentlig af Valdemar den Store. Borgen nedbrændte i 1534 under Grevens fejde. I dag holdes voldstedet frit af græssende får.
I østre bydel findes Christiansmindeskovene, Hallindskoven, Stevneskoven og Gammel Hestehave. Sidstnævnte er et grønt område med flere mindre gravhøje, hvor der gjort fund fra sten- og bronzealderen. På området findes også Æbleskivestenen, der er en stor sten fra bronzealderen med mange indhuggede skåltegn. Skåltegnene er skålformede helleristninger, der sandsynligvis havde en kultisk betydning.
Fra Svendborg Havn kan man mod syd se Skansen på Tåsinge. Skansen er et græsklædt overdrev, der bliver afgræsset med kreaturer.
Christiansminde Strand har siden 1800-tallet været et populært udflugtsmål for såvel byens borgere som turister. I dag er stranden udstyret med ishus, minigolfbane og boldbaner. Der er desuden en badebro hvor sundfærgen M/S Helge lægger til.
Øhavsstien er en vandresti, hvis hovedlinje går fra Lundeborg på Østfyn over Sydfyn til Falsled på Sydvestfyn. I Svendborg går stien fra Hallingskoven til Christiansminde, gennem centrum og langs kysten til Kogtved. Herfra bliver man dirigeret ind i skoven på det gamle jernbanespor til Faaborg, indtil man når Skovsbo, Hvidkilde og Egebjerg Bakker.

### Pladser og skulpturer
Ved foden af Vor Frue Kirke ligger torvet, der bl.a. benyttes til markedsdage. Torvet nævnes første gang i 1527, hvor byens råd købte en gård af kirken for at anlægge en plads til ”akseltorv og almindeligt marked”. Arkæologiske udgravninger viser dog, at der har været handel på området siden begyndelsen af 1200-tallet. På torvet lå byens to ældste rådhuse, som vi kender til. Det ældst kendte rådhus på torvet blev erstattet af et nyt samme sted ca. 1830. Det andet rådhus blev benyttet indtil 1882, hvor der opførtes et nyt længere mod vest - det senere tinghus. Både det første og det andet rådhus havde flere funktioner. Der var fx arrester i kældrene, og lokaler til fester og teaterforestillinger.
Byens anden store plads, Centrumpladsen, er hjemsted for Hotel Svendborg, en biograf, en svømmehal, flere skulpturer, et springvand samt vægmaleriet Penelope og Odysseus af Peter Brandes.
Klosterplads ved Svendborg Station har taget navn efter byens Gråbrødrekloster. Der er opstillet tre bronzestatuer af franciskanermunke af Jens Galschiøt.
Byen har flere parker og legepladser. I centrum ligger Krøyers Have, der danner ramme for flere årlige arrangementer, fx Arbejdernes internationale kampdag. På Frederiksø er der petanque-, parkour- og skatebane. Der er naturlegepladser i Tankefuld på grænsen til Sofielundskoven og på Dronningemaen tæt ved Naturama.
Billedhuggeren Kai Nielsen var født i Svendborg og flere af hans værker kan ses i byen. Leda med Svanen står foran SAK Kunstbygning, Leda uden Svane ved biblioteket og Venus med æblet i Krøyers Have.

### Arkitektur og kirker
Svendborg rummer en mængde fredede bygninger. I den gamle bykerne ligger en række gamle bindingsværksbygninger, der blandt andet tæller Anne Hvides Gård, Krøyers Pakhus, Ebenezer og de tre karnaphuse, Bagergade 1-5. Af fredede bygninger kan desuden nævnes Christiansmøllen, den tidligere fattiggård Viebæltegård, nu Danmarks Forsorgsmuseum, hovedbygningen for Langes Jernstøberi, den gamle brandstation på Torvet, Porthuset til Gammel Hestehave, der var ejet af den indflydelsesrige Weber-familie, samt Baagøe & Ribers Plads, der huser både pakhuse, lagre, administrationsbygning/bolig, bolværk og havneareal for købmandsforretningen Baagøe & Riber.
I Svendborgs opland findes en række slotte og herregårde, herunder Broholm, Hvidkilde, Valdemars Slot og Egeskov Slot. Egeskov er en af Europas bedst bevarede vandborge og et populært turistmål.
I byen ligger følgende folkekirker:
- Sankt Nicolai Kirke
- Vor Frue Kirke
- Sankt Jørgens Kirke
- Fredens Kirke
- Tved Kirke
- Sørup Kirke

Byen har desuden en katolsk kirke, Sankt Knuds Kirke, en moske og flere frikirker.
Midt i byen ligger Assistens Kirkegård.

## Venskabsbyer
Svendborg har følgende venskabsbyer:
- Kuopio
- Aasiaat
- Bozhou
- Bodø
- Stezyca
- Dolny Kubin
- Braintree
- Jönköping
- Stralsund
- Toftir

## Kendte personer med tilknytning til Svendborg
- Nielsine Nielsen (1850-1916), Danmarks første kvindelige akademiker og læge
- Johannes Jørgensen (1866-1956), forfatter, udnævnt til æresborger i Svendborg i 1936
- A.P. Møller (1876-1965), grosserer og skibsreder
- Kai Nielsen (1882-1924), billedhugger
- Tom Kristensen (1893-1974), forfatter, udnævnt til æresborger i Svendborg i 1970
- Bertolt Brecht (1898-1956), tysk digter og forfatter, boede i Svendborg 1933-1939
- Mærsk Mc-Kinney Møller (1913-2012), skibsreder, udnævnt til æresborger i 2001
- Bent Mejding (1937), skuespiller
- Arne Hansen (1938-1992), skuespiller, kendt som Hr. Mortensen i Nissebanden
- Folmer Rubæk (1940-2016), skuespiller
- John Eriksen (1957-2002), fodboldspiller, aktiv for SfB, OB, diverse udenlandske klubber og landsholdet
- Annette Vilhelmsen (1959), politiker, tidligere formand for SF
- Mads Barner-Christensen (1965), skribent, foredragsholder og tv-kommentator
- Tom Buk-Swienty (1966), historiker, journalist og forfatter, blandt andet kendt for sine to bøger om den dansk-tyske krig i 1864, født i Eutin
- Troels Bech (1966), fodboldtræner, tidligere fodboldspiller og sportsdirektør
- Jan Pytlick (1967), tidligere landstræner for kvindelandsholdet i håndbold
- Claus Holm (1970), kok, kogebogsforfatter og foredragsholder, født i Vejle og bosat i Rantzausminde
- Zindy Laursen (1971), sanger og sangskriver
- Jesper Wung-Sung (1971), forfatter, modtager af De Gyldne Laurbær, født i Marstal
- Nikolaj Jacobsen (1971), tidligere håndboldspiller og nuværende landstræner, født i Viborg og bosat på Thurø
- Thomas Bense (1974), TV-vært, beatboxer, spilekspert og stifter af Pixel.tv
- Marc Johnson (1979), rapper
- Trine Bramsen (1981), socialdemokratisk politiker og minister
- Ufo (1981), rapper
- Yepha (1983), rapper
- Sarah-Sofie Boussnina (1990), skuespiller
- Simone Tang (1990), skuespiller, sanger
- Rasmus Brohave (1998), youtuber

## Galleri
- Svendborg set fra Tåsinge
- Svendborgsundbroen set fra færgen Hjortøboen
- Bindingsværksbygningen Ebenezer fra 1756
- Den gamle brandstation på Torvet
- Vor Frue Kirke